# Paraona splendens
Paraona splendens là một loài bướm đêm thuộc phân họ Arctiinae, họ Erebidae.